# IK Sleipner
IK Sleipner er en idrætsforening fra Norrköping, Sverige. Klubben blev grundlagt i 1903. Sleipner dominerede svensk fodbold i slutningen af 1930'erne og blev svensk mester i 1938 med Tore Keller som en af de øverste stjerner.
Den oprindelige spillerdragt er blå-hvid stribede bluser og sorte bukser. 

## Svenske mesterskaber i fodbold for herrer
- 1938